# زیردریایی یو-۵۹۷
زیردریایی یو-۵۹۷ (به انگلیسی: German submarine U-597) یک زیردریایی بود که طول آن ۶۷٫۱ متر (۲۲۰ فوت ۲ اینچ) بود. این زیردریایی در سال ۱۹۴۱ ساخته شد.